# 未来部
未来部（みらいぶ）は、日本の宗教法人、創価学会の青年部の18歳以下の信者が所属している組織。
未来部は、少年少女部（小学生）、中等部（中学生）、高等部（高校生）に区分される。

## 概要
創価学会の会員のうち、小学生・中学生・高校生の18歳以下の信者が所属している組織。
その中でさらに学校教育課程と性別に応じて、以下のように区分される。
- 少年少女部（しょうねんしょうじょぶ）- 小学校に在籍する男女（年齢：6歳～12歳）。
- 中等部（ちゅうとうぶ）- 中学校、中等教育学校前期課程（中高一貫校の1年生～3年生まで）に在籍する男女（年齢：12歳～15歳）。
  - 男子中等部（だんしちゅうとうぶ）- 中学生の男子（年齢：12歳～15歳）。
  - 女子中等部（じょしちゅうとうぶ）- 中学生の女子（年齢：12歳～15歳）。
- 高等部（こうとうぶ）- 高等学校、高等専門学校（高専1年生から高専3年生まで）、中等教育学校後期課程（中高一貫校の4年生～6年生）などに在籍する男女（年齢：15歳～18歳）。
  - 男子高等部（だんしこうとうぶ）- 高校生の男子（年齢：15歳～18歳）。
  - 女子高等部（じょしこうとうぶ）- 高校生の女子（年齢：15歳～18歳）。

2000年代頃から、創価学会全体の少子高齢化により未来部員数の減少のため、男女別で中等部員と高等部員が合同で集会を開催している。
「未来部員（みらいぶいん）」は、創価学会の内部では、通称で「後継の人材（こうけいのじんざい）」や「鳳雛（ほうすう）」と呼ばれる。
親の世代からの創価学会員の家庭で生まれて、幼い頃から創価学会に入会している子供のことを、創価学会の内部では「福子」（ふくし）や「学会2世」（第2世代）または「学会3世」（第3世代）と呼んでいる。
創価学会の未来部員は、高等学校卒業と同時に未来部（高等部）も卒業になる。各個人の進路により大学・短期大学・専門学校に進学した男性は学生部に所属し、進学した女性は女子学生部に所属になる。
高校卒業後に浪人生や就職した男性は男子部に所属し、女性は女性部に所属になる。

## 活動内容
創価学会の未来部員の活動（会合）は、大人の未来部担当者（男子部員・壮年部員・女性部員など）の助言・監督のもとに、子供（未成年者）の未来部員の意思による任意参加の前提で行われる。実際には家族（両親などの保護者）が「熱心な創価学会員」（活動家という）の場合は、子供（未成年者）の意思に関わらず事実上は強制的に創価学会の未来部の活動（会合）に参加させられるケースも有るという。
大人の未来部担当者（男子部員・壮年部員・女性部員など）は、子供（未成年者）の未来部員を助言・監督する担当者は「21世紀使命会」とも呼ばれる。
家庭では創価学会の信仰の基本である勤行（ごんぎょう）で「法華経（ほけきょう）の方便品（ほうべんぼん）と如来寿量品（にょらいじゅりょうほん）の読誦」:（法華経の「お経」を読み上げること）と「唱題」（しょうだい）：（南無妙法蓮華経の題目を唱えること）が奨励される。
池田大作（名誉会長）の指導により、日常生活では「学校の勉強」や「読書」や「親孝行」などを努力することが奨励される。
2015年からは、創価学会の組織内で同一県区圏内の未来部員4人1組がチーム対抗で、全編英語の台詞で披露する寸劇（短い演劇）で競争する「未来部 E-1グランプリ」などが開催されている。その全国決勝大会は通例、八王子市にある創価大学で開催されている。

### 少年少女部
1965年（昭和40年）9月23日に少年部（現在の少年少女部）が結成された。
少年少女部の対象者は、小学生（6歳～12歳）で、基本的に少年少女部の各地域の少年少女部員は学校が休みの土曜日または日曜日に集結して男子・女子合同で、座談会方式で行われる「部員会」をはじめ、図工、作文、合唱団などの活動（会合を開催）する。
少年少女部では、教義教育用の教材（『ライオンキング御書』や『少年少女きぼう新聞』など）で、日蓮と創価学会の教え・理念、池田大作からの生活指導文書を学び、創価学会の信心（信仰）の基礎を作る。
少年少女部の「部員会」（会合）では少年少女部歌『Be Brave! 獅子の心で』を参加者全員で斉唱が行われることもある。
詳細は「学会歌」を参照。
2018年（平成30年）7月1日に未就学児（主に保育園児や幼稚園児）及び小学校低学年の少年少女部員とその同伴家族（未入会者・会友も含む）を参加者対象に、日本全国各地の会館を会場にして中継行事「SOKAキッズフェスタ」が開催された（詳細後述）。

### 中等部
1965年（昭和40年）1月15日に中等部が結成された。
中等部の対象者は、中学生（12歳～15歳）で、基本的に男子中等部・女子中等部と、男女別に分かれて学校が休みの土曜日または日曜日に活動（会合を開催）する。
中等部では、部員会、合唱団活動、『日蓮大聖人御書全集』の研鑽、研修会、推薦図書（『希望対話』、『未来ジャーナル』など）を読破などの活動を行う。また、「英語スピーチ大会」なども開催されている。

### 高等部
1964年（昭和39年）6月1日に「創価学会男子部幹部会」の席上、池田大作会長（当時）が創価学会の年齢別組織として高等部の設置構想を発表した。1964年（昭和39年）6月7日に東京都内の各本部の会合で高等部が結成された。
高等部の対象者は、高校生（15歳～18歳）で、基本的に男子高等部・女子高等部と、男女別に分かれて学校が休みの土曜日または日曜日に活動（会合を開催）する。
高等部では、部員会、『日蓮大聖人御書全集』の研鑽、推薦図書（小説『人間革命』、小説『新・人間革命』、『青春対話』、『未来ジャーナル』など）の読破などの活動を行う。任用試験（日蓮大聖人の御書や創価学会の教義に関する試験）の受験が奨励される。また、英語・フランス語・中国語・韓国語などの「語学スピーチ大会」が開催されることもある。
高等学校卒業と同時に未来部（高等部）も卒業になる。
また、高等部員の大学進学を奨励している。これは創価学会員の学歴を高学歴化させて、あらゆる職業や業種（業界）に創価学会員の人材を送り込むことが創価学会員の社会的地位の向上や社会全体で創価学会の影響力を強めることに繋がると創価学会本部が考えているからである。

## 関連活動

### 機関紙
- 『少年少女きぼう新聞』- 聖教新聞社発行、月刊の少年少女部員向け機関紙
- 『未来ジャーナル』- 聖教新聞社発行、月刊の男女中等部員・男女高等部員向け機関紙

### 部内グループ
- 富士少年希望少女合唱団
- 富士中学生合唱団
- 希望オーケストラ
- 正義合唱団
- ナポレオングループ - 首都圏に在住する少数の高等部員による人材グループ
- ローレルグループ
- 大河グループ - 中等部員による人材グループ
- 北斗会 - 高等部員の内、定時制高校・通信制高校の通学者らによる人材グループ
- 創価後継塾

### 全国未来部夏季研修会
2019年（令和元年）8月5日から8月7日の3日間、東京都八王子市の創価大学で「全国未来部夏季研修会」が開催された。テーマは「黎明（れいめい）」。研修会には、全国47都道府県から、高等部の代表800名が参加した。
同会では、創価学会の信仰について学び深める「御書講義」（講師：森中教学部長）、様々な分野の職業別社会人の創価学会員による講演を聞き将来の夢を考える「ドリームブース」など、さまざまな企画が行われた。最終日には、創価学会東京牧口記念会館にて「全国未来部大会」が開催され、赤須未来部長と先﨑女子未来部長が挨拶し、原田稔会長は未来部への期待を呼びかけた。

## 関連行事

### 少年少女部向けの行事
2018年（平成30年）7月1日（九州方面は2018年7月29日に開催予定）、未就学児（主に保育園児や幼稚園児）及び小学校低学年の少年少女部員とその同伴家族（未入会者・会友も含む）を参加者対象に、日本全国各地の創価学会会館を会場にして中継行事「SOKAキッズフェスタ」が開催された。
2018年（平成30年）6月10日に東京都板橋区の「創価学会板橋文化会館」で事前収録した映像の放映と日本全国各地の創価学会の会館での児童向けのレクリエーションゲームで構成された歌やダンス、読み聞かせ、クイズなどを楽しむ中継行事も兼ねたイベントとして開催された。
創価学会板橋文化会館で事前収録したイベントでは、NHK子供向け番組の「11代目うたのおにいさん」の横山だいすけと「うたのおねえさん」の上野よう子が出演し、「SOKAキッズフェスタ」のオリジナルマスコットキャラクターとして、“希望の星”に生まれた「ころぽん」と「まめぽん」が登場した。キッズフェスタのテーマは「勇気」とされ、その象徴としてころぽんが「勇気りんりんメーター」を背負い、「参加した少年少女部員たちの“勇気”をキャッチすると、メーターがぐんぐん伸びる仕掛け」という設定でなされた。横山（元・うたのおにいさん）と三谷（元・うたのおねえさん）による「ヤッホ・ホー」（作詞・作曲／坂田修）、「地球ぴょんぴょん」（作詞・作曲／坂田おさむ）、「ぼよよん行進曲」（作詞／中西圭三・田角有里、作曲／中西圭三）の童謡曲の披露、寸劇による児童向けクイズ、声優の本名陽子による児童向け絵本『青い海と少年』（池田大作／文、ブライアン・ワイルドスミス／絵、らくだ出版、1992年）の読み聞かせ・朗読、少年少女部歌『Be Brave! 獅子の心で』の披露といったプログラム構成により開催された。

## 未来本部
2005年（平成17年）11月に、次世代に創価学会の信仰を継承させるため、創価学会本部内に未来本部（みらいほんぶ）が新設され、未来本部統括本部長には池田大作の長男の池田博正副理事長（当時、現在は主任副会長）が就任した。